# 44. ročník udílení Zlatých glóbů
44. ročník udílení Zlatých glóbů se konal 31. ledna 1987 v hotelu Beverly Hilton v Beverly Hills, Los Angeles. Asociace zahraničních novinářů sdružených v Hollywoodu, která Zlatý glóbus uděluje, vyhlásila nominace 5. ledna. Miss Golden Globe byla pro tento rok Candace Savalas, dcera herce Tellyho Savalase a Marilyn Gardner. Držitelem Ceny Cecila B. DeMilla se stal Anthony Quinn.
Nejvíc cen, tři, vyhrál válečný film Olivera Stonea Četa, který byl nominován na čtyři Glóby. Nejvíce nominací ale posbíraly shodně snímky Mise a Hana a její sestry. Oba filmy byly nominované v pěti kategoriích. První jmenovaný získal dvě ceny, druhý jednu.
Herci Julie Andrewsová a Dennis Hopper byli nominováni na dva Zlaté glóby, avšak nezískali nakonec ani jeden.
V televizních kategoriích zvítězil film Promise, který ze čtyř nominací získal tři Glóby. Jeho oba hlavní protagonisté, James Garner a James Woods, vyhráli v kategorii nejlepší herec v minisérii nebo TV filmu.
V televizních hereckých výkonech patřil večer dvěma legendárním herečkám. Loretta Young vyhrála Zlatý glóbus po 23 letech za hlavní ženský výkon ve filmu Christmas Eve. Dvojnásobná držitelka Oscara Olivia de Havilland zvítězila po 37 letech a tentokrát v kategorii vedlejší herečka v minisérii, TV filmu nebo seriálu. Ztvárnila Marii Nikolajevnu ve filmu Anastázie.

## Vítězové a nominovaní

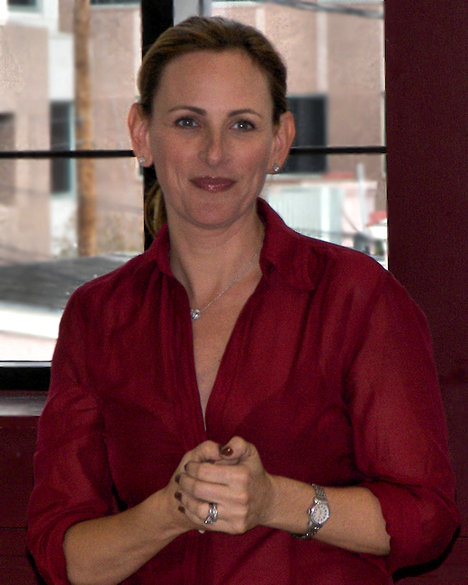
Nejlepší dramatická herečka Marlee Matlinová

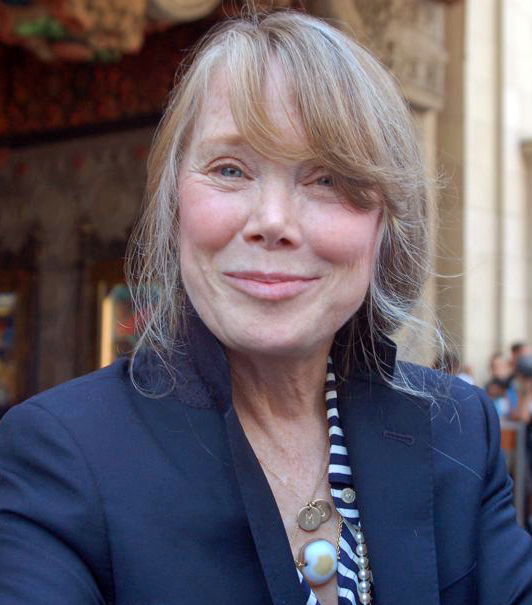
Nejlepší komediální herečka Sissy Spacek

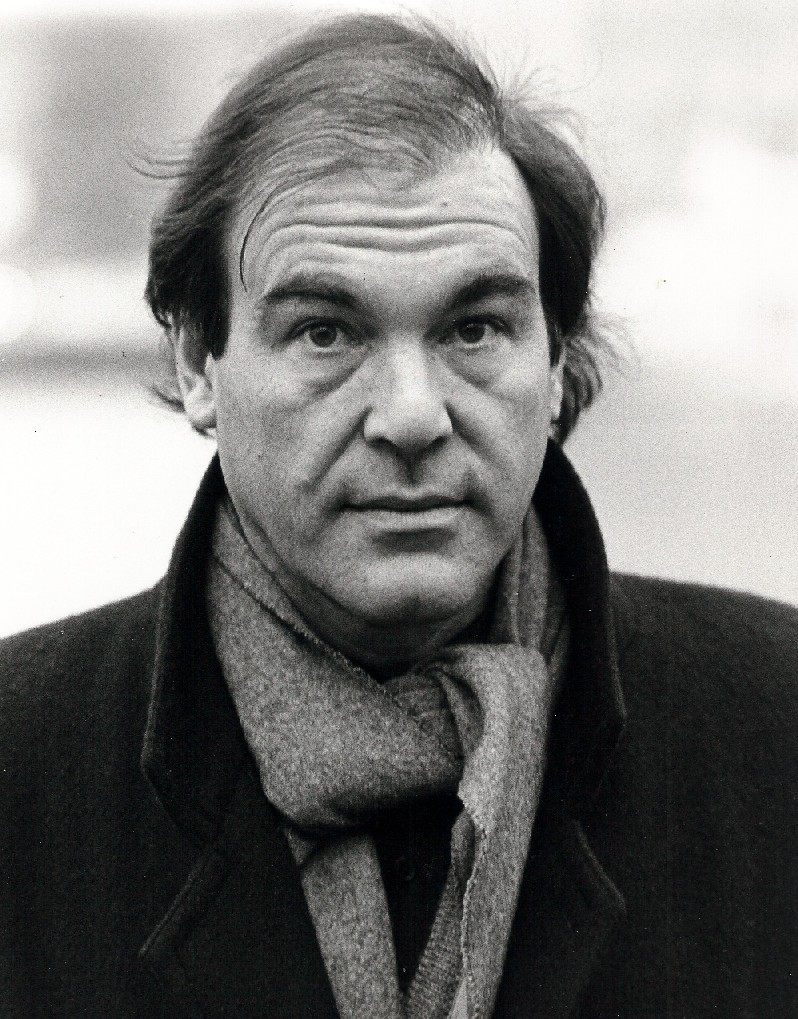
Nejlepší režisér Oliver Stone

### Filmové počiny

#### Nejlepší film (drama)
- Četa – producent Arnold Kopelson
- Bohem zapomenuté děti – producenti Patrick Palmer, Burt Sugarman
- Mise – producenti Fernando Ghia, David Puttnam
- Mona Lisa – producenti Patrick Cassavetti, Stephen Woolley
- Pokoj s vyhlídkou – producent Ismail Merchant
- Stůj při mně – producenti Bruce A. Evans, Raynold Gideon, Andrew Scheinman

#### Nejlepší film (komedie / muzikál)
- Hana a její sestry – producent Robert Greenhut
- Zločiny srdce – producent Freddie Fields
- Krokodýl Dundee – producent John Cornell
- Somrák z Beverly Hills – producent Paul Mazursky
- Malý krámek hrůz – producent David Geffen
- Peggy Sue se vdává – producent Paul Gurian

#### Nejlepší režie
- Oliver Stone – Četa
- Woody Allen – Hana a její sestry
- James Ivory – Pokoj s vyhlídkou
- Roland Joffe – Mise
- Rob Reiner – Stůj při mně

#### Nejlepší herečka (drama)
- Marlee Matlinová – Bohem zapomenuté děti
- Julie Andrewsová – Duet pro jednoho
- Anne Bancroft – Dobrou noc, mami
- Farrah Fawcett – Extrémy
- Sigourney Weaver – Vetřelci

#### Nejlepší herečka (komedie / muzikál)
- Sissy Spacek – Zločiny srdce
- Julie Andrewsová – Takový je život
- Melanie Griffith – Něco divokého
- Bette Midler – Somrák z Beverly Hills
- Kathleen Turner – Peggy Sue se vdává

#### Nejlepší herec (drama)
- Bob Hoskins – Mona Lisa
- Harrison Ford – Pobřeží moskytů
- Dexter Gordon – Kolem půlnoci
- William Hurt – Bohem zapomenuté děti
- Jeremy Irons – Mise
- Paul Newman – Barva peněz

#### Nejlepší herec (komedie / muzikál)
- Paul Hogan – Krokodýl Dundee
- Matthew Broderick – Volný den Ferrise Buellera
- Jeff Daniels – Něco divokého
- Danny DeVito – Bezcitní lidé
- Jack Lemmon – Takový je život

#### Nejlepší herečka ve vedlejší roli
- Maggie Smith – Pokoj s vyhlídkou
- Linda Kozlowski – Krokodýl Dundee
- Mary Elizabeth Mastrantonio – Barva peněz
- Cathy Tyson – Mona Lisa
- Dianne Wiest – Hana a její sestry

#### Nejlepší herec ve vedlejší roli
- Tom Berenger – Četa
- Michael Caine – Hana a její sestry
- Dennis Hopper – Modrý samet
- Dennis Hopper – Hráči z Indiany
- Ray Liotta – Něco divokého

#### Nejlepší scénář
- Robert Bolt – Mise
- Woody Allen – Hana a její sestry
- Neil Jordan, David Leland – Mona Lisa
- David Lynch – Modrý samet
- Oliver Stone – Četa

#### Nejlepší hudba
- Ennio Morricone – Mise
- Miles Goodman – Malý krámek hrůz
- Maurice Jarre – Pobřeží moskytů
- Herbie Hancock – Kolem půlnoci
- Harold Faltermeyer – Top Gun

#### Nejlepší filmová píseň
- „Take My Breath Away“ – Top Gun, hudba Giorgio Moroder, text Tom Whitlock
- „Glory of Love“ – Karate Kid 2, hudba Peter Cetera, David Foster, text Peter Cetera, Diane Nini
- „Life in the Looking Glass“ – Takový je život, hudba Henry Mancini, text Leslie Bricusse
- „Somewhere Out There“ – Americký ocásek, hudba James Horner, Barry Mann, text Cynthia Weil
- „Sweet Freedom“ – Se strachem v zádech, hudba a text Rod Temperton
- „They Don't Make Them Like They Used To“ – Drsní chlapi, hudba a text Burt Bacharach, Carole Bayer Sager, Kenny Rogers

#### Nejlepší zahraniční film
- De Aanslag – režie Fons Rademakers, Nizozemsko
- 37,2 po ránu – režie Jean-Jacques Beineix, Francie
- Ginger a Fred – režie Federico Fellini, Itálie
- Otello – režie Franco Zeffirelli, Itálie
- Tři muži a nemluvně – režie Coline Serreau, Francie

### Televizní počiny

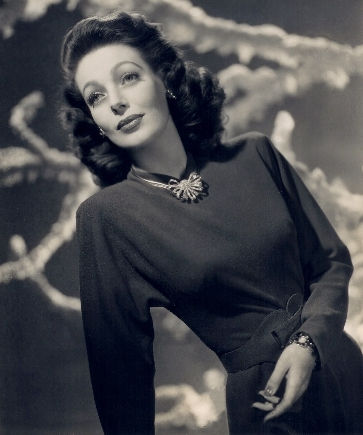
Nejlepší herečka v TV filmu Loretta Young

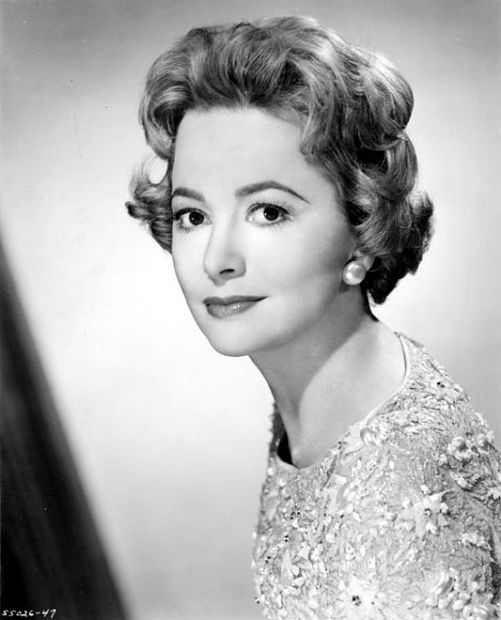
Nejlepší vedlejší herečka v TV filmu Olivia de Havilland

#### Nejlepší televizní seriál (drama)
- Právo v Los Angeles
- Cagneyová a Laceyová
- Dynastie
- Miami Vice
- St. Elsewhere
- To je vražda, napsala

#### Nejlepší televizní seriál (komedie / muzikál)
- The Golden Girls
- Cosby Show
- Měsíční svit
- Na zdraví
- Rodinná pouta

#### Nejlepší minisérie nebo televizní film
- Promise
- Anastázie
- Christmas Eve
- Nobody's Child
- Petr Veliký
- Unnatural Causes

#### Nejlepší herečka v seriálu (drama)
- Angela Lansburyová – To je vražda, napsala
- Joan Collins – Dynastie
- Tyne Daly – Cagneyová a Laceyová
- Sharon Gless – Cagneyová a Laceyová
- Connie Sellecca – Hotel

#### Nejlepší herečka v seriálu (komedie / muzikál)
- Cybill Shepherd – Měsíční svit
- Beatrice Arthur – The Golden Girls
- Estelle Getty – The Golden Girls
- Rue McClanahan – The Golden Girls
- Betty Whiteová – The Golden Girls

#### Nejlepší herečka v minisérii nebo TV filmu
- Loretta Young – Christmas Eve
- Farrah Fawcett – Nazi Hunter: The Beate Klarsfeld Story
- Amy Irving – Anastázie
- Vanessa Redgrave – Second Serve
- Marlo Thomas – Nobody's Child

#### Nejlepší herec v seriálu (drama)
- Philip Michael Thomas – The Equalizer
- William Devane – Knots Landing
- John Forsythe – Dynastie
- Don Johnson – Miami Vice
- Tom Selleck – Magnum

#### Nejlepší herec v seriálu (komedie / muzikál)
- Bruce Willis – Měsíční svit
- Bill Cosby – Cosby Show
- Ted Danson – Na zdraví
- Tony Danza – Who's the Boss?
- Michael J. Fox – Rodinná pouta

#### Nejlepší herec v minisérii nebo TV filmu
- James Garner – Promise
- James Woods – Promise
- Mark Harmon – Obezřetný cizinec
- Jan Niklas – Petr Veliký
- John Ritter – Unnatural Causes

#### Nejlepší herečka ve vedlejší roli (seriál, minisérie, TV film)
- Olivia de Havilland – Anastázie
- Justine Bateman – Rodinná pouta
- Piper Laurie – Promise
- Geraldine Page – Nazi Hunter: The Beate Klarsfeld Story
- Lilli Palmer – Petr Veliký
- Rhea Perlman – Na zdraví

#### Nejlepší herec ve vedlejší roli (seriál, minisérie, TV film)
- Jan Niklas – Anastázie
- Tom Conti – Nazi Hunter: The Beate Klarsfeld Story
- John Hillerman – Magnum
- Trevor Howard – Christmas Eve
- Ron Leibman – Christmas Eve

### Zvláštní ocenění

#### Cena Cecila B. DeMilla
- Anthony Quinn